# سرقة القرن (فلم 2020)
سرقة القرن (بالإسبانية: El robo del siglo) هو فيلم إثارة وسيرة ذاتية وكوميدي ارجنتيني لعام 2020، الفيلم من إخراج دون أرجوت وشينا جويس وتأليف دان غريني والكسندر أورتن.

## القصة
الفيلم مأخوذ عن قصة حقيقية لسرقة فرع بنك بانكو ريو في مدينة أكاسوسو في بوينس آيرس قامت عصابة بالهجوم على البنك في 13 يناير 2006 بأسلحة لعبة، أخذوا 23 رهينة وسرقوا 15 مليون دولار من 147 خزنة في البنك، وتعتبر هذه السرقة أحد أشهر سرقات البنوك وأكثرها ذكاءً في تاريخ الأرجنتين.

## طاقم التمثيل
- دييغو بريتي في دور فرناندو أروجو، العقل المدبر والمنفذ لعملية السرقة.
- رافائيل فيرو في دور ألبرتو «بيتو» دي لا توري، المسؤول عن أخذ الرهائن
- ماريو ألاركون في دور المدعي العام.
- إنريك دومون بصفته المحلل النفسي.
- سباستيان موغوردوي بصفته حارس الأمن.
- ماريا مارول محامية.
- باولا جرينسبان عامل تنظيف.
- بوتشي دوكاس وخوان توباك سولير كرهائن[2]

## روابط خارجية
- مقالات تستعمل روابط فنية بلا صلة مع ويكي بيانات